# Reggane
Reggane (în arabă رقان) este o comună din provincia Adrar, Algeria.
Populația comunei este de 20.402 locuitori (2008).